# Hartwig König
Hartwig König (* 2. September 1963) ist ein deutscher Filmproduzent.
König arbeitet seit 1985 als Event Manager, Presse- und Künstlerbetreuer sowie als  Produktionsleiter für Musik und Theater. Er gründete mit der zero film Berlin 2000 die Baden-Badener Filmproduktionsfirma zero südwest GmbH. 2004 beendete er dort seine Arbeit als Produzent und Geschäftsführer.
Er ist seither als freier Produzent und Producer für Spiel- und Dokumentarfilme und Fernsehformate tätig. 2009 gründete er die filmsyndikat Filmproduktion, die mit Der Brand 2010 einen ersten Spielfilm produzierte.